# 2019-es Formula–1 osztrák nagydíj
Az osztrák nagydíj volt a 2019-es Formula–1 világbajnokság kilencedik futama, amelyet 2019. június 28. és június 30. között rendeztek meg a Red Bull Ringen, Spielbergben.

## Választható keverékek
| Abroncs                  | Friss | Használt |
| ------------------------ | ----- | -------- |
| Kemény keverék (C2)      |       |          |
| Közepes keverék (C3)     |       |          |
| Lágy keverék (C4)        |       |          |
| Intermediate keverék (I) |       |          |
| Esős keverék (W)         |       |          |

## Szabadedzések

### Első szabadedzés
Az osztrák nagydíj első szabadedzését június 28-án, pénteken délelőtt tartották, magyar idő szerint 11:00-tól.
| helyezés | versenyző          | csapat/motor          | elért idő | különbség | futott kör |
| -------- | ------------------ | --------------------- | --------- | --------- | ---------- |
| 1        | Lewis Hamilton     | Mercedes              | 1:04,838  | −         | 34         |
| 2        | Sebastian Vettel   | Ferrari               | 1:04,982  | +0,144    | 23         |
| 3        | Valtteri Bottas    | Mercedes              | 1:04,999  | +0,161    | 37         |
| 4        | Charles Leclerc    | Ferrari               | 1:05,141  | +0,303    | 26         |
| 5        | Max Verstappen     | Red Bull-Honda        | 1:05,260  | +0,422    | 30         |
| 6        | Pierre Gasly       | Red Bull-Honda        | 1:05,378  | +0,540    | 30         |
| 7        | Carlos Sainz Jr.   | McLaren-Renault       | 1:05,502  | +0,664    | 34         |
| 8        | Daniel Ricciardo   | Renault               | 1:05,846  | +1,008    | 27         |
| 9        | Kevin Magnussen    | Haas-Ferrari          | 1:05,876  | +1,038    | 27         |
| 10       | Lando Norris       | McLaren-Renault       | 1:06,125  | +1,287    | 27         |
| 11       | Romain Grosjean    | Haas-Ferrari          | 1:06,135  | +1,297    | 20         |
| 12       | Danyiil Kvjat      | Toro Rosso-Honda      | 1:06,272  | +1,434    | 29         |
| 13       | Alexander Albon    | Toro Rosso-Honda      | 1:06,285  | +1,447    | 32         |
| 14       | Nico Hülkenberg    | Renault               | 1:06,383  | +1,545    | 30         |
| 15       | Sergio Pérez       | Racing Point-Mercedes | 1:06,457  | +1,619    | 36         |
| 16       | Antonio Giovinazzi | Alfa Romeo-Ferrari    | 1:06,708  | +1,870    | 30         |
| 17       | Kimi Räikkönen     | Alfa Romeo-Ferrari    | 1:06,729  | +1,891    | 23         |
| 18       | Lance Stroll       | Racing Point-Mercedes | 1:06,756  | +1,918    | 29         |
| 19       | George Russell     | Williams-Mercedes     | 1:06,805  | +1,967    | 28         |
| 20       | Robert Kubica      | Williams-Mercedes     | 1:07,665  | +2,827    | 28         |

### Második szabadedzés
Az osztrák nagydíj második szabadedzését június 28-án, pénteken délután tartották, magyar idő szerint 15:00-tól.
| helyezés | versenyző          | csapat/motor          | elért idő | különbség | futott kör |
| -------- | ------------------ | --------------------- | --------- | --------- | ---------- |
| 1        | Charles Leclerc    | Ferrari               | 1:05,086  | −         | 37         |
| 2        | Valtteri Bottas    | Mercedes              | 1:05,417  | +0,331    | 12         |
| 3        | Pierre Gasly       | Red Bull-Honda        | 1:05,487  | +0,401    | 33         |
| 4        | Lewis Hamilton     | Mercedes              | 1:05,529  | +0,443    | 43         |
| 5        | Carlos Sainz Jr.   | McLaren-Renault       | 1:05,545  | +0,459    | 44         |
| 6        | Romain Grosjean    | Haas-Ferrari          | 1:05,701  | +0,615    | 38         |
| 7        | Kimi Räikkönen     | Alfa Romeo-Ferrari    | 1:05,728  | +0,642    | 37         |
| 8        | Sebastian Vettel   | Ferrari               | 1:05,871  | +0,785    | 34         |
| 9        | Max Verstappen     | Red Bull-Honda        | 1:05,879  | +0,793    | 13         |
| 10       | Lando Norris       | McLaren-Renault       | 1:05,952  | +0,866    | 48         |
| 11       | Kevin Magnussen    | Haas-Ferrari          | 1:05,960  | +0,874    | 41         |
| 12       | Sergio Pérez       | Racing Point-Mercedes | 1:05,964  | +0,878    | 43         |
| 13       | Alexander Albon    | Toro Rosso-Honda      | 1:06,064  | +0,978    | 46         |
| 14       | Antonio Giovinazzi | Alfa Romeo-Ferrari    | 1:06,119  | +1,033    | 37         |
| 15       | Danyiil Kvjat      | Toro Rosso-Honda      | 1:06,148  | +1,062    | 38         |
| 16       | Nico Hülkenberg    | Renault               | 1:06,249  | +1,163    | 27         |
| 17       | Daniel Ricciardo   | Renault               | 1:06,418  | +1,332    | 30         |
| 18       | Lance Stroll       | Racing Point-Mercedes | 1:06,829  | +1,743    | 40         |
| 19       | George Russell     | Williams-Mercedes     | 1:07,217  | +2,131    | 27         |
| 20       | Robert Kubica      | Williams-Mercedes     | 1:08,508  | +3,422    | 38         |

### Harmadik szabadedzés
Az osztrák nagydíj harmadik szabadedzését június 29-én, szombaton délelőtt tartották, magyar idő szerint 12:00-tól.
| helyezés | versenyző          | csapat/motor          | elért idő | különbség | futott kör |
| -------- | ------------------ | --------------------- | --------- | --------- | ---------- |
| 1        | Charles Leclerc    | Ferrari               | 1:03,987  | −         | 18         |
| 2        | Lewis Hamilton     | Mercedes              | 1:04,130  | +0,143    | 21         |
| 3        | Valtteri Bottas    | Mercedes              | 1:04,221  | +0,234    | 23         |
| 4        | Sebastian Vettel   | Ferrari               | 1:04,250  | +0,263    | 20         |
| 5        | Max Verstappen     | Red Bull-Honda        | 1:04,446  | +0,459    | 18         |
| 6        | Lando Norris       | McLaren-Renault       | 1:04,986  | +0,999    | 19         |
| 7        | Pierre Gasly       | Red Bull-Honda        | 1:05,152  | +1,165    | 15         |
| 8        | Carlos Sainz Jr.   | McLaren-Renault       | 1:05,219  | +1,232    | 22         |
| 9        | Antonio Giovinazzi | Alfa Romeo-Ferrari    | 1:05,336  | +1,349    | 17         |
| 10       | Danyiil Kvjat      | Toro Rosso-Honda      | 1:05,391  | +1,404    | 25         |
| 11       | Alexander Albon    | Toro Rosso-Honda      | 1:05,481  | +1,494    | 29         |
| 12       | Nico Hülkenberg    | Renault               | 1:05,514  | +1,527    | 21         |
| 13       | Kimi Räikkönen     | Alfa Romeo-Ferrari    | 1:05,514  | +1,527    | 21         |
| 14       | Sergio Pérez       | Racing Point-Mercedes | 1:05,523  | +1,536    | 18         |
| 15       | Romain Grosjean    | Haas-Ferrari          | 1:05,620  | +1,633    | 20         |
| 16       | Lance Stroll       | Racing Point-Mercedes | 1:05,650  | +1,663    | 17         |
| 17       | Daniel Ricciardo   | Renault               | 1:05,878  | +1,891    | 19         |
| 18       | Kevin Magnussen    | Haas-Ferrari          | 1:06,017  | +2,030    | 11         |
| 19       | George Russell     | Williams-Mercedes     | 1:06,676  | +2,689    | 23         |
| 20       | Robert Kubica      | Williams-Mercedes     | 1:07,484  | +3,497    | 23         |

## Időmérő edzés
Az osztrák nagydíj időmérő edzését június 29-én, szombaton futották, magyar idő szerint 15:00-tól.
| helyezés              | rajtszám | versenyző          | csapat/motor          | 1. rész  | 2. rész  | 3. rész    | rajthely   | futott kör |
| --------------------- | -------- | ------------------ | --------------------- | -------- | -------- | ---------- | ---------- | ---------- |
| 1                     | 16       | Charles Leclerc    | Ferrari               | 1:04,138 | 1:03,378 | 1:03,003   | 1          | 19         |
| 2                     | 44       | Lewis Hamilton     | Mercedes              | 1:03,818 | 1:03,803 | 1:03,262   | 4[1]       | 27         |
| 3                     | 33       | Max Verstappen     | Red Bull-Honda        | 1:03,807 | 1:03,835 | 1:03,439   | 2          | 18         |
| 4                     | 77       | Valtteri Bottas    | Mercedes              | 1:04,084 | 1:03,863 | 1:03,537   | 3          | 25         |
| 5                     | 20       | Kevin Magnussen    | Haas-Ferrari          | 1:04,778 | 1:04,466 | 1:04,072   | 10[2]      | 20         |
| 6                     | 4        | Lando Norris       | McLaren-Renault       | 1:04,361 | 1:04,211 | 1:04,099   | 5          | 19         |
| 7                     | 7        | Kimi Räikkönen     | Alfa Romeo-Ferrari    | 1:04,615 | 1:04,056 | 1:04,166   | 6          | 23         |
| 8                     | 99       | Antonio Giovinazzi | Alfa Romeo-Ferrari    | 1:04,450 | 1:04,194 | 1:04,179   | 7          | 22         |
| 9                     | 10       | Pierre Gasly       | Red Bull-Honda        | 1:04,412 | 1:03,988 | 1:04,199   | 8          | 18         |
| 10                    | 5        | Sebastian Vettel   | Ferrari               | 1:04,340 | 1:03,667 | idő nélkül | 9          | 9          |
| 11                    | 8        | Romain Grosjean    | Haas-Ferrari          | 1:04,552 | 1:04,490 |            | 11         | 18         |
| 12                    | 27       | Nico Hülkenberg    | Renault               | 1:04,733 | 1:04,516 |            | 15[3]      | 12         |
| 13                    | 23       | Alexander Albon    | Toro Rosso-Honda      | 1:04,708 | 1:04,665 |            | 18[4]      | 15         |
| 14                    | 3        | Daniel Ricciardo   | Renault               | 1:04,647 | 1:04,790 |            | 12         | 12         |
| 15                    | 55       | Carlos Sainz Jr.   | McLaren-Renault       | 1:04,453 | 1:13,601 |            | 19[5]      | 12         |
| 16                    | 11       | Sergio Pérez       | Racing Point-Mercedes | 1:04,789 |          |            | 13         | 8          |
| 17                    | 18       | Lance Stroll       | Racing Point-Mercedes | 1:04,832 |          |            | 14         | 9          |
| 18                    | 26       | Danyiil Kvjat      | Toro Rosso-Honda      | 1:05,324 |          |            | 16         | 8          |
| 19                    | 63       | George Russell     | Williams-Mercedes     | 1:05,904 |          |            | boxutca[6] | 12         |
| 20                    | 88       | Robert Kubica      | Williams-Mercedes     | 1:06,206 |          |            | 17         | 11         |
| 107%-os idő: 1:08,273 |          |                    |                       |          |          |            |            |            |

Megjegyzés:
- ↑ 1:  — Lewis Hamilton a Q1 folyamán feltartotta Kimi Räikkönent a gyorskörén, ezért 3 rajthelyes büntetést kapott.[3]
- ↑ 2:  — Kevin Magnussen autójában sebességváltót cseréltek, ezért 5 rajthelyes büntetést kapott.[4]
- ↑ 3:  — Nico Hülkenberg autójába új belsőégésű motort szereltek be, ezért 5 rajthelyes büntetést kapott.[4]
- ↑ 4:  — Alexander Albon autójában minden erőforráselemet kicseréltek, ezért összesen 35 helyes rajtbüntetést kapott.[5]
- ↑ 5:  — Carlos Sainz Jr. autójában minden erőforráselemet kicseréltek, ezért összesen 35 helyes rajtbüntetést kapott.[6]
- ↑ 6:  — George Russell a Q1 folyamán feltartotta Danyiil Kvjatot a gyorskörén, ezért 3 rajthelyes büntetést kapott.[3] Később kicserélték az első szárnyát is, ezzel megszegték a parc fermé szabályait, így csak a boxutcából rajtolhatott el.[7]

## Futam
Az osztrák nagydíj futama június 30-án, vasárnap rajtolt, magyar idő szerint 15:10-kor.
| helyezés | rajtszám | versenyző          | csapat/motor          | futott kör | idő/kiesés oka | rajthely | Abroncs | pont  |
| -------- | -------- | ------------------ | --------------------- | ---------- | -------------- | -------- | ------- | ----- |
| 1        | 33       | Max Verstappen     | Red Bull-Honda        | 71         | 1:22:01,822    | 2        |         | 26[7] |
| 2        | 16       | Charles Leclerc    | Ferrari               | 71         | +2,724         | 1        |         | 18    |
| 3        | 77       | Valtteri Bottas    | Mercedes              | 71         | +18,960        | 3        |         | 15    |
| 4        | 5        | Sebastian Vettel   | Ferrari               | 71         | +19,610        | 9        |         | 12    |
| 5        | 44       | Lewis Hamilton     | Mercedes              | 71         | +22,805        | 4        |         | 10    |
| 6        | 4        | Lando Norris       | McLaren-Renault       | 70         | +1 kör         | 5        |         | 8     |
| 7        | 10       | Pierre Gasly       | Red Bull-Honda        | 70         | +1 kör         | 8        |         | 6     |
| 8        | 55       | Carlos Sainz Jr.   | McLaren-Renault       | 70         | +1 kör         | 19       |         | 4     |
| 9        | 7        | Kimi Räikkönen     | Alfa Romeo-Ferrari    | 70         | +1 kör         | 6        |         | 2     |
| 10       | 99       | Antonio Giovinazzi | Alfa Romeo-Ferrari    | 70         | +1 kör         | 7        |         | 1     |
| 11       | 11       | Sergio Pérez       | Racing Point-Mercedes | 70         | +1 kör         | 13       |         |       |
| 12       | 3        | Daniel Ricciardo   | Renault               | 70         | +1 kör         | 12       |         |       |
| 13       | 27       | Nico Hülkenberg    | Renault               | 70         | +1 kör         | 15       |         |       |
| 14       | 18       | Lance Stroll       | Racing Point-Mercedes | 70         | +1 kör         | 14       |         |       |
| 15       | 23       | Alexander Albon    | Toro Rosso-Honda      | 70         | +1 kör         | 18       |         |       |
| 16       | 8        | Romain Grosjean    | Haas-Ferrari          | 70         | +1 kör         | 11       |         |       |
| 17       | 26       | Danyiil Kvjat      | Toro Rosso-Honda      | 70         | +1 kör         | 16       |         |       |
| 18       | 63       | George Russell     | Williams-Mercedes     | 69         | +2 kör         | boxutca  |         |       |
| 19       | 20       | Kevin Magnussen    | Haas-Ferrari          | 69         | +2 kör         | 10       |         |       |
| 20       | 88       | Robert Kubica      | Williams-Mercedes     | 68         | +3 kör         | 17       |         |       |

Megjegyzés:
- ↑ 7:  — Max Verstappen a helyezéséért járó pontok mellett a versenyben futott leggyorsabb körért további 1 pontot szerzett.

## A világbajnokság állása a verseny után
| H   | Versenyzők       | Pont | H   | Konstruktőrök             | Pont |
| --- | ---------------- | ---- | --- | ------------------------- | ---- |
| 1.  | Lewis Hamilton   | 197  | 1.  | Mercedes                  | 363  |
| 2.  | Valtteri Bottas  | 166  | 2.  | Ferrari                   | 228  |
| 3.  | Max Verstappen   | 126  | 3.  | Red Bull-Honda            | 169  |
| 4.  | Sebastian Vettel | 123  | 4.  | McLaren-Renault           | 52   |
| 5.  | Charles Leclerc  | 105  | 5.  | Renault                   | 32   |
| 6.  | Pierre Gasly     | 43   | 6.  | Alfa Romeo-Ferrari        | 22   |
| 7.  | Carlos Sainz Jr. | 30   | 7.  | Racing Point-BWT Mercedes | 19   |
| 8.  | Lando Norris     | 22   | 8.  | Toro Rosso-Honda          | 17   |
| 9.  | Kimi Räikkönen   | 21   | 9.  | Haas-Ferrari              | 16   |
| 10. | Daniel Ricciardo | 16   | 10. | Williams-Mercedes         | 0    |

(A teljes táblázat)

## Statisztikák
- Vezető helyen:
  - Charles Leclerc: 59 kör (1-22 és 32-68)
  - Lewis Hamilton: 8 kör (23-30)
  - Max Verstappen: 4 kör (31 és 69-71)
- Charles Leclerc 2. pole-pozíciója.
- Max Verstappen 6. futamgyőzelme és 5. versenyben futott leggyorsabb köre.
- A Red Bull 60. futamgyőzelme.
- Max Verstappen 25., Charles Leclerc 4., Valtteri Bottas 38. dobogós helyezése.